# Visa Vie

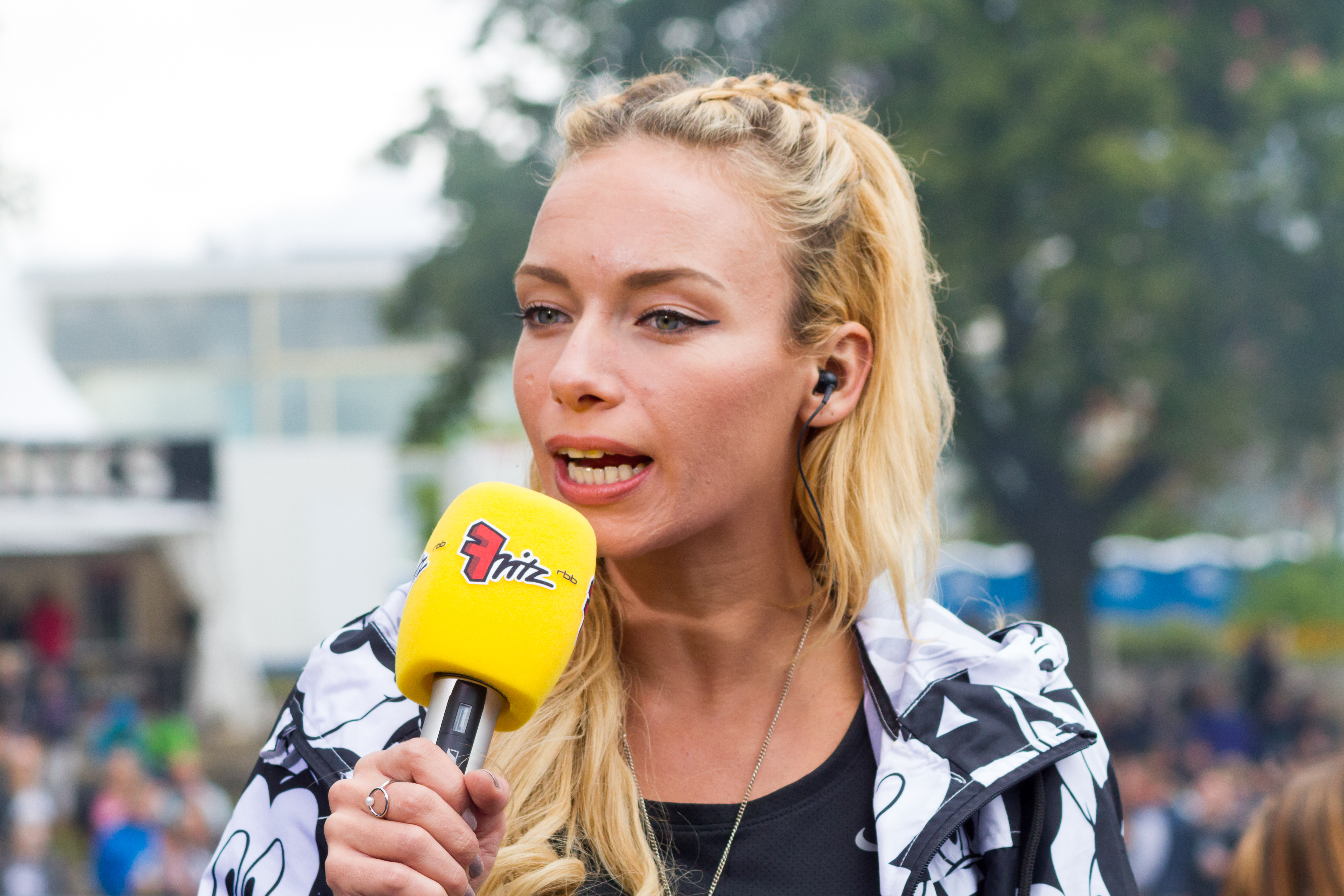
Visa Vie beim Fritz – Die Neuen DeutschPoeten Musikfestival 2015

Visa Vie, seit 2024 auch Lottie (* 22. Juni 1987 in Ost-Berlin, bürgerlich Charlotte Mellahn) ist eine deutsche Moderatorin, Podcasterin und Schauspielerin.

## Leben
Visa Vie wuchs in Berlin-Prenzlauer Berg auf und beendete ihre Schulzeit mit dem Abitur. Aufgrund einer Dyskalkulie wechselte sie von einem Gymnasium auf eine Gesamtschule. In ihrer Jugend war sie als Schauspielerin tätig. Ende des Jahres 2006 begann sie zu rappen. Im September 2008 gewann sie den Rapcontest der Graffitibox Summer Jam. Dabei setzte sie sich gegen fünfzig männliche Bewerber durch. Am 12. Juni 2009 veröffentlichte Visa Vie ihr Debütalbum Die neun Todsünden. Dies brachte ihr Auftritte zum Beispiel in Stockholm und in der Max-Schmeling-Halle ein.
Daneben moderierte sie für den Berliner Radiosender Kiss FM. Zwischen 2010 und 2015 war sie Moderatorin des Online-Rapmagazins 16bars.de und moderierte zusätzlich im Dezember 2012 ihre eigene Sendung VieJetzt?!, die nach drei Folgen abgesetzt wurde. Von 2013 bis November 2021 moderierte sie für den RBB-Jugendradiosender FRITZ die Sendung Irgendwas mit Rap.
Seit dem 1. November 2015 präsentiert sie auf ihrem eigenen YouTube-Kanal verschiedene Formate, unter anderem das Interviewformat Zum goldenen V, das in der Bar Schurke aufgezeichnet wird. Hier sind Gäste unterschiedlichster künstlerischer Bereiche, wie Serdar Somuncu, Olli Schulz, Alligatoah oder Y-Titty vertreten. Die Sendung dauert üblicherweise mehrere Stunden und wird zunächst in den vier Teilen Vorglühen, RedebedarV, Vreigang, und SpielViese an verschiedenen Tagen veröffentlicht, um dann anschließend nochmal als vollständige Folge zur Verfügung gestellt zu werden.

### Podcasts
2018 veröffentlichte der Streaminganbieter Spotify das von Visa Vie geschriebene und eingelesene Hörbuch Das allerletzte Interview. Die 30-teilige Kriminalgeschichte handelt von einer jungen Frau, der es gelingt, sich als Moderatorin eines Onlinemagazins in die deutsche Hip-Hop Szene einzuschleusen, mit dem Plan, den erfolgreichsten Rapper des Landes zu interviewen und anschließend zu töten. Wenngleich alle handelnden Figuren der Geschichte erfunden sind, konnte die Autorin nach eigenen Angaben beim Schreiben auf ihre Erfahrung als Moderatorin diverser Hip-Hop-Formate zurückgreifen. Gemeinsam mit Ines Anioli produzierte Visa Vie zwischen 2021 und 2024 den True-Crime-Podcast Weird Crimes. Das Format zählte zu den erfolgreichsten deutschen Krimi-Podcasts. Ab 2022 gingen Anioli und Vie gemeinsam auf Live-Tour, 2023 gewannen sie mit ihrem Format den Deutschen Podcastpreis. Von März bis April 2023 wurde der Podcast Fighting Long Covid auf Bremen Vier veröffentlicht. Seit 2024 tritt Visa Vie unter dem Namen Lottie auf und produziert den Podcast Plot House. Von Oktober 2023 bis Februar 2025 war sie zusammen mit Max Richard Leßmann Teil des Podcasts Radio Island, der sich mit Trash-TV beschäftigt.

### Privatleben
Im Oktober 2021 heiratete sie den Musiker Savvy. Seit Ende 2021 leidet sie unter Long COVID.

## Moderationen
- 2009: 98.8 Kiss FM (Volontariat)
- 2010–2015: 16bars.tv
- 2013 bis 2021: Irgendwas mit Rap bei FRITZ
- seit 2015: Zum goldenen V
- 2016 bis 2017: Problemzone
- 2017: Red Bull Soundclash 2017
- 2017: Clarify bei funk

## Diskografie
- 2009: Die neun Todsünden
- 2023: Memento Morti (Das verlorene Wochenende) Was auch immer dich durch die Nacht bringt

## Hörbuch
- 2018: Das allerletzte Interview (Hörbuch)

## Filmografie
- Lucy (Kinofilm, 2006)
- Stefanie – Eine Frau startet durch: Liebe oder Leben (2004)
- Pommery und Putenbrust (2002)
- Ich bring Dich hinter Gitter (2002)
- Zum Glück verrückt – eine unschlagbare Familie (2001)
- Neo Magazin Royale (2017)
- Skylines (2019, Netflix)